# Saussay (Eure-et-Loir)
Saussay település Franciaországban, Eure-et-Loir megyében. Lakosainak száma 1090 fő (2022. január 1.). Saussay Sorel-Moussel községgel határos.

## Népesség
A település népessége az elmúlt években az alábbi módon változott:
| Lakosok száma | 463  | 650  | 900  | 1044 | 1069 | 1075 | 1092 | 1101 | 1100 | 1090 |
|               | 1968 | 1982 | 1990 | 2006 | 2013 | 2015 | 2017 | 2019 | 2020 | 2022 |